# یواس‌اس لاریکیت (ای‌ام‌سی-۴۹)
یواس‌اس لاریکیت (ای‌ام‌سی-۴۹) (به انگلیسی: USS Lorikeet (AMc-49)) یک کشتی بود که طول آن ۹۷ فوت ۱ اینچ (۲۹٫۵۹ متر) بود. این کشتی در سال ۱۹۴۱ ساخته شد.